# Cobunus birmanicus
Cobunus birmanicus là một loài tò vò trong họ Ichneumonidae.